# 2012: Наднова
«2012: Наднова» (англ. 2012: Supernova) — американський науково-фантастичний фільм катастроф 2009 року режисера Ентоні Фанкгаузера. Головні ролі виконали Браян Краузе, Гізер МакКомб та Наджарра Таунсенд. Стрічка стала однією з трьох мокбастерів фільму «2012», разом з «2012: Льодовиковий період» та «2012: Судний день», які зняла кінокомпанія «The Asylum».

## Сюжет
Вибух наднової зорі загрожує знищити Землю. Єдиний порятунок для людства — проект щита, здатного витримати руйнівну хвилю радіації, який розробив вчений-астрофізик Браян Кельвін.

## У ролях
| Актор             | Роль             |
| ----------------- | ---------------- |
| Браян Краузе      | Браян Келвін     |
| Гізер МакКомб     | Лора Келвін      |
| Неджарра Таунсенд | Тіна Кельвін     |
| Аллура Лі         | доктор Кванг Ке  |
| Лондейл Тейс      | капітан Генро    |
| Роб Уллетт        | представник НАСА |
| Дороті Друрі      | агент Данн       |
| Стівен Блекгарт   | агент Грін       |